# جانی ایکر
جانی ایکر (انگلیسی: Johnny Ecker؛ زادهٔ ۱۶ ژانویهٔ ۱۹۷۳) بازیکن فوتبال سابق اهل فرانسه است که در پست مدافع بازی می‌کرد.
از باشگاه‌هایی که در آن بازی کرده‌است می‌توان به باشگاه فوتبال المپیک مارسی، باشگاه فوتبال گنگام، باشگاه فوتبال لیل، و باشگاه فوتبال نیم المپیک اشاره کرد.